# جون هينكلي جونيور
 جون وارنوك هاكلي جونيور (الابن)  (بالإنجليزية: John Hinckley Jr.) (من مواليد 29 مايو 1955)، هو مواطن أمريكي حاول اغتيال الرئيس الأمريكي رونالد ريغان في واشنطن العاصمة في 30 مارس 1981 بعد شهرين من تنصيب ريغان لأول مرة باستخدام مسدس من عيار 22، أصاب جون هينكلي بمسدسه كل من ريغان وضابط الشرطة توماس ديلاهانتي وعميل الخدمة السرية تيم مكارثي، كما أصاب السكرتير الصحفي للبيت الأبيض جيمس برادي الذي أصيب بإعاقة دائمة نتيجة حادث إطلاق النار.

## السيرة الذاتية
ولد جون هانكلي في أدمور في أوكلاهوما ، ونشأ ما بين تكساس وكولورادو. كان طالب في جامعة تكساس للتكنولوجيا من 1973 حتى 1980. وفي 1976 انتقل إلى لوس أنجلوس آملا في أن يصبح ملحنًا. ولكن جهوده لم تكلل بالنجاح. وفي الرسائل التي كان يبعث بها إلى والديه ذكر كل اليأس والإحباط الذي كان يعاني منه، وكثيرا ما كان يطلب منهما المال. كما تحدث عن صديقة تدعى بلين كولينز، والذي تبين فيما بعد بأنها محض اختراع. عاد إلى منزل والديه في إيفرغرين في كولورادو، وذلك قبل نهاية العام. وخلال السنوات التي تلت ذلك، عاش وحده مدة من الزمن قبل أن يعود مرة أخرى إلى حضن والديه.
بعد مشاهدة فيلم سائق التاكسي  لعدة مرات، والذي يقوم فيه شاب مريض نفسيا (القصة نفسها مستوحاة من القاتل آرثر هيرمان بريمر)، الذي يقوم بدوره الفنان روبرت دي نيرو والذي يخطط لاغتيال المرشح للرئاسة، أصبح هاكلي مهوسا بالممثلة الشابة جودي فوستر والتي لعبت دور عاهرة في هذا الفيلم. وبعد انتساب جودي فوستر لـجامعة ييل، رحل هانكلي إلى نيو هافن في كونيتيكت، لفترة قصيرة حتى يكون بالقرب منها، وبدأ يرمي لها القصائد والرسائل من تحت الباب والاتصال بها هاتفيا لعدة مرات.
ولما كان غير قادر على الاتصال اتصالا حقيقي مع جودي فوستر، فقد وضع هانكلي سيناريوهات عديدة مثل اختطاف طائرة أو الانتحار أمامها حتى يحصل على اهتمامها. ثم ظن بأنه سيفوز لا محالة بقلبها إن قام باغتيال الرئيس، باعتباره رمز مهم وبقتله سيصبح ندا له. لتحقيق هذا الغرض تتبع الرئيس الأسبق جيمي كارتر من ولاية إلى ولاية، لكنه اعتقل في ناشفيل بتينيسي بتهمة حيازة أسلحة نارية. دون إدانة، عاد إلى والديه. على الرغم من العلاج النفسي للاكتئاب، ولكن صحته العقلية لم تتحسن. في 1981 ، يختار هدفاً جديداً في شخص الرئيس المنتخب حديثاً رونالد ريغان.
وفي آذار 1981 قام هينكلي بإطلاق النار خارج فندق في واشنطن مما أسفر عن إصابة رونالد ريغان بطلق ناري في الرئة وَأُصيب جيمس برادلي (السكرتير الصحفي لريغان) بطلق في رأسه مما أسفر عن تلف في المخ وظل بقية حياته قعيداً على كرسي مُتحرك حتى وفاته في عام 2014، وَأُصيب أيضاً اثنان من رجال الأمن بإصابات أقل خطورة في الحادثة. لكن المحكمة لم تدين هينكلي بسبب معاناته من مشكلة نَفسية وَأُدخل لتلقي العلاج النفسي في مستشفى في واشنطن، وكان هينكلي يقضي 17 يوماً كل شهر خارج السجن لزيارة والدته في ولاية فرجينيا تحت حراسةٍ مُشددة، وقضت المحكمة بالسماح لهينكلي بالإقامة في منزل والدته بصورة تامة بموجب «إجازة نقاهة» اعتباراً من الخامس من أغسطس/آب 2016، مع إبقاء القيود المفروضة عليه ومن بينها حظر التحدث لوسائل إعلامية، وقالَ القاضي في أمر الإفراج عنه بأن هينكلي لم يعد يشكل خطورة على نفسه أو على الآخرين.